# Antonio Fresco
Miguel Antonio Matos (Silver Spring, 1 de setembro de 1983) , conhecido profissionalmente como Antonio Fresco, é um DJ, produtor musical e personalidade de rádio americano. Ele é um afro-latino de decente dominicano e porto-riquenho. 

## Infância
Miguel Antonio Matos nasceu em 1 de setembro de 1983 em Silver Spring, Maryland.  Ele foi criado em Baltimore, Maryland, por sua mãe, que é porto-riquenha de Nova York.

## Carreira
Antonio Fresco trouxe seu primeiro conjunto de toca-discos no verão de 2003.
Fresco é uma antiga personalidade de rádio e DJ da principal estação de rádio rítmica, 97.9 The Beat, em Dallas, Texas. Durante seu mandato na estação de rádio, Antonio entrevistou muitos artistas notáveis, como os rappers Nelly, B.o.B e o ex-grupo feminino OMG Girlz. Enquanto ele morava em Dallas, e no ar, ele usou o nome M-Squared.  Em novembro de 2011, Fresco produziu e apresentou um vídeo chamado M-Squared Presents The Understanding - DFW Cypher que contou com ele e seis artistas musicais, incluindo B-Hamp, da área de Dallas Fort Worth.  O videoclipe da cifra foi apresentado na publicação da área de Dallas, D Magazine.  Em abril de 2014, ele foi eleito o Melhor DJ pelo Dallas Weekly.
Fresco se juntou ao cantor Jonn Hart e ao produtor Clayton William para lançar uma música armadilha chamada Blow It. Blow It foi relançado com o nome de artista Hella Louud (grupo formado por Hart e William) com Antonio Fresco.
Em 2016, Fresco lançou a música Light It Up, que foi seu único lançamento oficial do ano. A música estava no estilo de Melbourne Bounce, que é um subgênero da Electro house. Mais tarde naquele ano, em agosto de 2016, Fresco fez um remix não oficial da música de Calvin Harris e Rihanna, This Is What You Came For.
Em junho de 2017, Fresco colaborou com o cantor Kennis Clark para lançar a música Bout Time. O videoclipe, dirigido por Prince Domonick, foi realizado em colaboração com a New York Film Academy como um de seus projetos no Industry Labs.  Sua música After Party chegou mais tarde naquele ano, seguida por Lose Myself, que é uma música que tem influências de dance pop e dancehall. 

## Discografia

### Singles
- 2015 "Blow it" com Jonn Hart e Clayton William[20]
- 2016 "Light It Up"[21]
- 2017 "Lose Myself" com Wes Joseph[1]
- 2017 "Bout Time" com Kennis Clark[22]
- 2019 "Rattlesnake" com Patricia Possollo e Lorena J'zel[23]
- 2020 "Make Ya Move"[24]
- 2020 "Leading Me On"[25]

### Remixes
- 2020 Halsey - Graveyard (Antonio Fresco Remix)[26]
- 2020 Ariana Grande, Miley Cyrus e Lana Del Rey - Don't Call Me Angel (Antonio Fresco Remix)